# Tylko słowa
„Tylko słowa” – singel Eweliny Flinty zaprezentowany w konkursie Premier na Krajowym Festiwalu Piosenki Polskiej w Opolu w 2004 roku. Piosenka ta została napisana przez Ewelinę Flintę, Jarosława Chilkiewicza i Wojciecha Wójcickiego do tekstu Anny Saranieckiej.

## Pozycje na listach
| Notowanie (2004)  | Najwyższa pozycja |
| ----------------- | ----------------- |
| RMF FM (POPlista) | 1                 |